# Flavanonolo

Struttura molecolare base di un flavanonolo e numerazione d'anello

I flavanonoli (3-idrossiflavanoni o 2,3-diidroflavonoli) sono una classe di flavonoidi.